# 이호영 베드로
이호영(李鎬永, 1803년 ~ 1838년 11월 2일)은 조선 말기에 순교한 한국 천주교회의 103위 성인 중에 한 사람이다. 세례명은 베드로(Petrus)이다.
그는 1839년 기해박해의 순교자 79인 가운데 한 명으로 그의 누나 이소사 아가타와 함께 가장 먼저 체포되어 여생의 대부분을 감옥에서 보냈다. 그는 한국의 103위 순교성인 중에서 최초로 순교한 인물이다. 기해박해에 대한 기록에서 그의 이름이 첫번째에 올라 있으며 1925년에 교황 비오 11세가 79인의 순교자를 시복할 때, 이호영 베드로를 가장 먼저 호명하였다.

## 생애
이호영은 1803년 경기도 이천에서 태어났고 부친을 여읜 후 서울로 이사했다. 그의 가족은 극심한 가난에 시달렸지만 평화로웠다. 그는 이경언 바오로를 찾아가 스승으로 모시고 그로부터 많은 것을 배웠다. 이경언은 조선왕조의 제3대 왕 태종의 15세손이며 이경도 가롤로와 이순이 루갈다의 막내 남동생이다. 이경언은 1827년에 체포될 때까지 이호영을 가르쳤다. 청주로 압송된 그는 가장 끔찍한 고문을 받고 감옥에서 숨을 거두었다. 그의 순교는 이호영에게 신념의 진정한 의미를 가르쳤다
1834년 1월, 유방제 파치피코 신부가 청나라에서 조선으로 입국했다. 그는 1801년 국내 최초의 외국인 사제 주문모 야고보 신부가 순교한 이래 33년만의 첫 사제이다. 당시 조선의 천주교인들은 대단히 기뻐했으며 그들의 행복은 말로 표현할 수 없었다. 그들은 처음으로 고해성사와 영성체를 받았다. 유방제 신부는 이호영에게서 헌신적이며 온유하고 정직한 자질을 발견해, 그를 교리 교사로 임명했다. 이호영은 어느날 과거 시험에 급제하는 꿈을 꾸었다. 그는 꿈 속에서 아름다운 음악을 들었고 누군가가 왕의 총신이 그를 사랑한다고 말했다. 이호영은 그 꿈이 자신의 순교에 대한 암시라고 여겼다. 실제로, 1835년 2월의 어느날, 그가 일터에서 돌아왔을 때, 한 무리의 포졸들이 기다리고 있었고 그를 체포했다. 이호영은 4년 동안 옥살이를 하며 온갖 종류의 고문과 고난을 겪었다. 그는 한 편지에다 그가 받은 몇 개의 질문과 그의 답변을 남겼다.
"어찌하여 너는 부모 공경에 반하며 조정에서 금지하는 천주교를 믿느냐?"
"그런 것은 진실이 아닙니다. 천주교 신앙을 갖고 있는 사람이면 임금님과 자신의 부모님 그리고 다른 사람들을 존경해야 합니다. 어떻게 당신은 이렇게 훌륭한 종교가 부모 공경에 반한다고 할 수 있습니까?"
"너는 돌아가신 부모님께 제사를 지내지 않는다. 그러므로, 너는 동물보다 못하며, 죽어야 마땅하다. 너는 너의 종교를 포기하겠느냐? 아니면 죽겠느냐?"
"죽은 사람이 제사음식을 먹는다고 생각하는 것은 어리석은 것입니다. 왕을 위해 죽는 사람은 반역자가 아닙니다. 하느님께서는 우주에 하늘과 땅, 사람, 천사 그리고 모든 피조물을 창조하신 왕중의 왕이십니다. ... 어떻게 당신은 전인류의 아버지를 부인하기보다 죽음을 택한 사람을 비난할 수 있습니까?"

재판관은 그의 다리뼈가 튀어나올 때까지 주뢰를 틀었으며 배교를 강요했다. 그러나 이호영은 말했다. "저는 절대로 하느님을 부인할 수 없습니다." 재판관은 형리를 시켜 그의 허리와 다리에 매질을 가하며 그에게 말했다. "만일 네가 소리지른다면, 나는 그것을 네가 배교한 것으로 간주하겠다." 이호영은 소리를 내지 않았다.
《기해일기》에서는 "도살장으로 끌려가는 어린 양처럼 그는 혹독한 매질의 고통 속에서도 입 한번 열지 않았다"고 전한다.
그는 자신이 옥중에서 병으로 죽는 것이 하느님의 뜻이라면 기꺼이 그렇게 하겠다고 말했다. 4년이라는 긴 투옥 기간 동안, 그는 기도와 단식을 계속하였으며 선량함과 순박함의 모범을 보여 옥졸들과 동료 죄수들이 찬탄하였다. 그와 옥방을 같이 사용하던 한 늙은 죄수가 그에게 감명받아 과거를 뉘우치고 세례를 받기 위해 이호영에게 교리 수업을 받았다. 이호영과 그의 누나 이소사는 각자 다른 옥방에 수감되어 있었음에도 불구하고, 옥졸들은 때때로 그들을 서로 만나게끔 해 주었는데, 그 때마다 그들은 서로를 격려했고 같은 날에 순교자로서 죽기를 약속했다. 하지만, 그는 병약함에 의해서 서서히 죽어갔고 그의 누나보다 먼저 목숨을 잃었다.
1845년에 조선에 입국해서 후일에 국내에서 다섯번째로 주교가 된 안토니오 다블뤼 신부와 1877년에 투옥된 펠릭스 리델 주교는 수감생활에 대하여 기술했다.
| “ | 천주교인들은 하나의 옥방에 너무 많이 수감되어 있었기 때문에 누워 있을 수 없었다. 그들은 모두 수감생활이 고문보다 더 가혹하다고 여겼다. 피와 고름 그리고 바닥에 깔린 짚에서 나는 악취로 인해 그들은 빠르게 병에 걸렸고, 몇 명은 이삼일 내에 죽었다. 그러나, 그것들 중 가장 심각한 것은 굶주림과 목마름이었다. 고문을 견뎌낸 적지 않은 수의 사람들도 나중에는 굶주림으로 인해 굴복했다. 그들은 하루에 겨우 두 줌의 밥으로 연명하며, 때때로 바닥의 짚을 찢어서 씹거나 옥방에 서식하는 이를 잡아 먹었다. | ” |
|   | — 다블뤼 주교 |   |

| “ | 나는 굶주림으로부터 오는 그러한 고난을 목격하고 비틀거리며 뒷걸음질 쳤다. 그들은 사람이라기보다는 움직이는 해골처럼 보였다. 고통과 굶주림, 가려움 그리고 고름이 흐르는 상처는 그들의 겉모습을 바꾸어 놓았다. 그들은 끔찍해 보인다. | ” |
|   | — 리델 주교 |   |

이호영은 이렇게 말했다. "저는 검에 베여 죽기를 원했었지만, 하느님의 뜻이 아닌 것은 저도 원치 않습니다." 그 후 머지않아 그는 숨을 거두었다. 그 때는 1838년 11월 2일이었으며, 그의 나이 겨우 35세였다. 그리하여 그는 한국의 103위 성인 가운데 첫번째 순교자가 되었다.

## 시복 · 시성
이호영 베드로는 1925년 7월 5일에 로마 성 베드로 대성당에서 교황 비오 11세가 집전한 79위 시복식을 통해 복자 품에 올랐고, 1984년 5월 6일에 서울특별시 여의도에서 한국 천주교 창립 200주년을 기념하여 방한한 교황 요한 바오로 2세가 집전한 미사 중 이뤄진 103위 시성식을 통해 성인 품에 올랐다.

## 참고
- (영어) Catholic Bishop's Conference Of Korea. 103 Martryr Saints: 이호영 베드로 Petrus Yi Ho-yong